# Juicio político a la Junta Nacional de Justicia
El juicio político a la Junta Nacional de Justicia (JNJ) se refiere al procedimiento realizado por el Congreso de la República del Perú contra los miembros de la JNJ (2020-2025) por presunta infracción grave en su accionar. 
El primer proceso comenzó el 7 de septiembre de 2023, tras la aprobación de la Moción de Orden del Día 7565, mediante la cual se encargó a la Comisión de Justicia y Derechos Humanos del congreso la investigación sumaria a los miembros de la JNJ. El 8 de noviembre del mismo año, la medida fue suspendida por orden judicial, para finalmente ser anulada el año siguiente por el Poder Judicial por el mal uso del término «causa grave».
El segundo proceso se realizó días después, en una sesión parlamentaria en la que se solicitó la inhabilitación por 10 años en una sesión parlamentaria. El proceso se consolidó el 7 de marzo de 2024, cuando dos de ellos fueron sancionados. Sin embargo, el Poder Judicial volvió a anular el proceso y ordenó la reposición de los enjuiciados.

## Contexto
El 24 de mayo de 2023, la congresista Patricia Chirinos, del partido político Avanza País, presentó una denuncia constitucional contra los miembros de la Junta Nacional de Justicia (quienes asumen sus puestos hasta enero de 2025) por presuntamente cometer los delitos de patrocinio ilegal y aprovechamiento indebido de su cargo. En dicha denuncia, solicitó la destitución y la inhabilitación para el ejercicio de la función pública de los miembros de dicha institución por un período de diez años.
Esta denuncia se presentó tras el pronunciamiento de la Junta Nacional de Justicia, donde dicha institución solicitó a los congresistas una mayor reflexión sobre la acusación contra la exfiscal de la Nación Zoraida Ávalos. Ávalos fue sometida a un juicio político por el Congreso, que culminó con su inhabilitación por un período de cinco años por vulnerar el artículo 159 de la Constitución.
El 13 de julio de 2023, la parlamentaria Chirinos presentó una denuncia constitucional contra la Junta Nacional de Justicia (JNJ) por no presentar el informe anual de su gestión ante el Congreso de la República. Por su parte, la fiscal de la Nación, Patricia Benavides, abrió una investigación preliminar contra los miembros de la JNJ por las supuestas presiones judiciales para, según la propia JNJ, «promover una posición favorable a la exfiscal de la Nación Zoraida Ávalos».
En agosto de 2023, la congresista Patricia Chirinos presentó una moción de vacancia contra los integrantes de la JNJ (técnicamente denominada como Moción de Orden del Día n.º 7565). La moción se originó en la acusación contra la magistrada Inés Tello de filtrar el procedimiento disciplinario contra la fiscal de la Nación, Patricia Benavides, al medio de comunicación IDL-Reporteros.
Luego de aprobarse la moción, se estableció que la Comisión de Justicia y Derechos Humanos del congreso realizara una investigación sumaria en un plazo de 14 días, en que los integrantes de la JNJ darían declaraciones al parlamento en su primera etapa; mientras que otras personas vinculadas, como el periodista Gustavo Gorriti (de IDL-R), declararían en la siguiente fase. Según se detalló, el juicio político está permitido bajo el artículo 157 de la Constitución de 1993, siempre que las personas hayan cometido una falta grave.

### Motivación del juicio político
Chirinos invocó como precedente la vacancia de los miembros del Consejo Nacional de la Magistratura (CNM) en los años 2010, que se produjo con motivo de los escándalos de corrupción que involucraban a dicho organismo. A pesar de que se aprobó en un referéndum para cambiar a su nueva denominación, la propia Chirinos acusó erróneamente a Martín Vizcarra de haber promovido la vacancia del CNM, cuando en realidad fue una decisión del Congreso.
Una de las principales razones de la moción de Chirinos fue que los miembros de la JNJ habrían vulnerado la institucionalidad de dicho organismo al ejercer una presión sobre los jueces de la Corte Suprema para que emitan un pronunciamiento favorable a la exfiscal Zoraida Ávalos, quien estaba constitucionalmente inhabilitada para ocupar el cargo. Chirinos también acusó a la JNJ de estar influenciada por la Comisión Interamericana de Derechos Humanos, que habría apoyado la restitución de Ávalos.
La congresista Chirinos dio a conocer información sobre el juicio político al asesor de la Fiscal de la Nación, Jaime Villanueva, quien fue detenido por estar involucrado en la organización criminal La Fiscal y su Cúpula del Poder. Esta información coincidió con las conversaciones de Villanueva para apoyar un proyecto de ley para reducir la edad límite de los integrantes de la Junta Nacional de Justicia, lo que podría implicar un conflicto de intereses entre la Fiscalía y el Congreso en favor de la Fiscal de la Nación, Patricia Benavides. La reunión de Chirinos con Villanueva fue confirmada por la congresista en noviembre de 2023.

## Sustentación
Según se expresa en la Moción de Orden del Día n.º 7565, el proceso iniciado se sustenta en seis puntos importantes:
- Pronunciamiento de la JNJ sobre el proceso de antejuicio y juicio político de la ex fiscal de la nación Zoraida Ávalos. Esto tras un comunicado publicado por la JNJ el 23 de mayo del 2023 mediante la cual la JNJ «se permite invocar respetuosamente, a las señoras y señores representantes del Congreso de la República, la mayor reflexión en torno a la acusación constitucional que se tramita contra la ex fiscal de la Nación Zoraida Ávalos Rivera». Según la justificación manifestada en la moción, el pronunciamiento de la JNJ «constituye una causa grave a su función como miembros de un organismo constitucionalmente autónomo, desligado absolutamente de pronunciamientos políticos, en la medida que las decisiones de orden legal y político que se adoptan en el Congreso de la República, son decisiones exclusivas y excluyentes propias de este Poder del Estado» por lo que habría incurrido en la «vulneración al principio de separación de poderes» y la «vulneración al principio de interdicción de la arbitrariedad».
- Denuncia de supuesta intromisión ante los miembros de la Sala Penal de la Corte Suprema de Justicia para pronunciarse a favor de la inhabilitada ex fiscal de la Nación Zoraida Ávalos Rivera. Esto tras la difusión en el programa Combutters y en el diario Expreso que tres miembros de la JNJ, según sus fuentes, «habrían presionado al presidente del Poder Judicial a favor de emitir un pronunciamiento cuestionando (sic) la inhabilitación de la ex fiscal de la Nación Zoraida Ávalos, por parte del Congreso de la República». Según se detalló, aunque Javier Arévalo Vela no se manifestaba a favor de lo propuesto, fue presionado por los miembros presentes de la JNJ y algunos jueces supremos, por lo que accedió a llevar una sesión el 28 de junio del 2023 en la cual los jueces César San Martín, Janet Tello y Elvia Barrios «habrían estado a favor de que la Corte Suprema emitiera el comunicado en cuestión». El 28 de junio, se realizó una reunión entre los magistrados de la Corte Suprema «para decidir si emitirían un comunicado o no respecto al caso de Zoraida Ávalos», sin llegarse a un acuerdo por lo que se suspendió la reunión para el 3 de julio. Antes de realizarse la reunión del 28 de junio, se reportó que 3 miembros de la JNJ (Imelda Tumialán, María Zavala y Antonio de la Haza) llamaron al presidente del Poder Judicial para "invitarlo a reflexionar sobre el caso Zoraida Ávalos», además, se denunció que dichos miembros de la JNJ amenazaron al presidente del Poder Judicial «con iniciar un eventual procedimiento disciplinario en su contra, si no se actuaba como se le solicitaba". El 3 de julio, tras deliberaciones y votaciones se llegó a un empate por lo cual Arévalo «definió que la institución no se pronunciara en favor de [Zoraida] Ávalos».
- Sobre la interpretación del numeral 3) del artículo 156 de la Constitución Política del Perú. Según la moción, la JNJ realizó una «auto interpretación» del numeral 3) del artículo 156 (donde se manifiesta que «para ser miembros de la Junta Nacional de Justicia se debe tener como mínimo 45 y como máximo 75 años»).[nota 2] La moción manifiesta que dicha «auto interpretación» es «una medida totalmente alejada de sus competencias constitucionales sino que también [debe] configurarse como una interpretación arbitraria que contraviene el espíritu de una norma constitucional» ya que la competencia de la interpretación le corresponde al «Congreso de la República o en otra instancia del intérprete de la Constitución como es el Tribunal Constitucional».
- No cumplir con su deber constitucional y su propia ley orgánica, de presentar un informe anual al pleno del Congreso de la República. Según la moción, la JNJ «ha incurrido en el delito de omisión de actos funcionales, debido a que ha incumplido con emitir al Congreso de la República los informes anuales de su gestión durante los años 2021 y 2022, tal como indica la Constitución Política del Perú, su propia Ley Orgánica y su Reglamento de Organización y Funciones».
- Filtración de procedimiento disciplinario contra la fiscal de la Nación. Según se detalla en la moción, el 23 de agosto del 2023, IDL-Reporteros (IDL-R) publicó una nota donde se afirmaba que Inés Tello, miembro de la JNJ, «ha culminado una de las investigaciones que tiene a su cargo sobre la fiscal de la Nación Patricia Benavides... en un voluminoso expediente... proponiendo abrir un procedimiento disciplinario a Patricia Benavides por faltas muy graves, que podrían derivar en sanciones que van desde la suspensión hasta la destitución del cargo» por lo que, según manifestó el reportaje de IDL-R, dicho informe iba a ser presentado al pleno de la JNJ. De acuerdo a la moción, «que un medio de comunicación cuente con información que aun no se ha presentado o hecho pública, sobre todo al nivel de detalle que IDL-R ha demostrado en cuanto al proceder de Inés Tello... con respecto a una de las dos investigaciones que tiene a su cargo sobre... Patricia Benavides, demostraría la presencia de coordinaciones indebidas entre una institución del sistema de justicia y un medio de comunicación con una agenda orientada a intereses específicos, afectando de esta manera la legitimidad en el proceder de la Junta Nacional de Justicia».
- Resolución legislativa del congreso que aprueba la remoción de los miembros del Consejo Nacional de la Magistratura. Según la moción, en el año 2018, la Comisión de Justicia y Derechos Humanos del Congreso de la República emitió el informe n.º 001-2017-2018-CJDH/CR donde manifestó que «los miembros del Consejo Nacional de la Magistratura han menoscabado la dignidad del cargo y generado el desprestigio del Consejo Nacional de la Magistratura, han infringido el principio democrático, han vulnerado el estado constitucional de Derecho y han quebrantado las reglas constitucionales de convivencia política, configurándose causa grave». Por lo cual se aprobó la remoción, por votación de los integrantes del congreso, de todos los miembros del Consejo Nacional de la Magistratura. Se detalla en la moción que «este antecedente próximo, advierte que las funciones y competencias atribuidas por la Constitución a las entidades constitucionalmente autónomas, deben ser ejercidas por sus miembros y representantes en armonía y límites que la Constitución permite, pues quebrantarlas o inobservarlas (sic) constituye una clara infracción a la Constitución y amerita una sanción que la propia Constitución prevé».

## Proceso
El proceso de investigación sumaria fue aprobado por el Congreso el 10 de septiembre de 2023 con 84 votos a favor y 22 en contra. El 12 de dicho mes se aprobó el plan de trabajo del grupo de trabajo con 16 votos a favor, 1 en contra y 3 abstenciones. El grupo de trabajo quedó a cargo de la congresista Janet Rivas, de Perú Libre, que reconoció haber apresurado en citar a los magistrados en un plazo de tiempo menor. Como resultado, se propuso que el informe preliminar sea presentado antes de la invitación a los magistrados en el parlamento.
El 15 de septiembre de 2023, el Poder Judicial admitió tramitar la admisión del habeas corpus a favor de la Junta Nacional de Justicia. En este caso la comisión parlamentaria está obligada a entregar documentación al ente judicial.
El 17 de octubre, una copia del informe final recogida por Infobae concluyó que ninguno de los siete jueces cometieron falta grave y desestimaron las acusaciones de Chirinos. Sin embargo, la comisión rechazó ese informe final y optó al día siguiente por una nueva redacción, rescatando solo tres puntos: el caso de Zoraida Ávalos, el inciso 3 del artículo 156 de la Constitución y la tardía presentación de informe anuales. Este documentos fue discutido y aprobado con 15 votos a favor, tres en contra y dos abstenciones; tres votos a favor correspondieron a Fuerza Popular.

### Suspensión y anulación del proceso por orden judicial
El 8 de noviembre, la Tercera Sala Constitucional de Lima ordenó la suspensión del juicio político y el Poder Judicial citó a la Junta Nacional y el Congreso para el 24 de noviembre. Para ese día, a pesar de la suspensión, El presidente del Legislativo, Alejandro Soto, rechazó ese pedido; además, la promotora Patricia Chirinos denunció la medida cautelar de los jueces. Las bancadas de Acción Popular, Fuerza Popular, Renovación Popular y siete restantes decidieron continuar con el proceso;  debido a que podría considerarse un desacato,  la continuación no tuvo éxito.
Uno de los argumentos que pudo continuar con la sesión del parlamento fue que el Tribunal Constitucional supuestamente prohibió al Poder Judicial en intervenir asuntos que no le compete como institución, lo cual es un bulo. El presidente del organismo autónomo, Francisco Morales Saravia, respondió a los congresistas que «todos tenemos límites».
Aun así, la medida generó represalias contra el ente judicial; la Procuraduría Pública del Congreso realizó una apelación, mientras que el Ministerio Público realizó una investigación en contra de las autoridades. Según el vicepresidente de la Junta Nacional de Justicia, la apelación podría extenderse hasta enero de 2024.
Finalmente, el Poder Judicial dio por anulado el juicio político en febrero de 2024, mientras los magistrados han exhortado al Congreso a que legisle sobre el concepto de «causa grave».

## Reacciones
La moción de vacancia de los magistrados presentada por la congresista Patricia Chirinos no estuvo exenta de polémica. Los cuestionamientos a la institucionalidad de la Junta Nacional de Justicia (JNJ) fueron el principal motivo de discusión, pues Chirinos acusó a los miembros de la institución de utilizarse como «herramienta política».
Entre las personas que respaldaron la moción se encuentra Vladimir Cerrón, quien en septiembre de 2023 la calificó como un enfrentamiento entre la derecha promotora y los  «caviares», un término que alude a personas con ideas políticas progresistas.
Por su parte, la congresista Sigrid Bazán manifestó que no existía falta grave alguna y que la verdadera intención de la moción era "intervenir el sistema de justicia". Carlos Anderson, por su parte, cuestionó que si los cuestionamientos a la JNJ eran tan evidentes, «¿por qué ha demorado dos años y medio [...] para [que Chirinos se dé] cuenta de esto?». Además, el periodista Jaime de Althaus comentó que «la manera como se planteó la moción y el temor de que pudiéramos estar ante un manotazo antijurídico solo ha servido para devolver a la vida a un sector que había perdido terreno y fuerza y que se reagrupa nuevamente con las banderas del antifujimorismo, que es lo que les da unidad y fuerza».
Aparte de la investigación de la Comisión de Justicia, el defensor del pueblo Josué Gutiérrez alertó de otra investigación realizada por Subcomisión de Acusaciones Constitucionales bajo el respaldo de Patricia Chirinos. Los motivos de acusación de la subcomisión (acusación constitucional n° 386/2021-2026) son los mismos de la investigación sumaria a la JNJ.

### Críticas en el uso lingüístico en el juicio político
La ambigüedad del término «causa grave» fue objeto de críticas, incluso por parte de la congresista Nieves Limachi, quien presentó un proyecto de ley para definirlo. Diversos expertos, citados por RPP, cuestionaron la falta de preparación para realizar el proceso de investigación a los miembros de la JNJ. Por otra parte, la especialista Romy Chang, en el programa político de 24 horas, criticó al Congreso por carecer de conocimiento respecto a lo que implica una investigación sumarísima. Además, la exmagistrada del Tribunal Constitucional, Marianella Ledesma, señaló para la Red de Medios Regionales del Perú la presunción de abuso de poder del Poder legislativo, inclusive alertando de una ruptura del orden constitucional. El ex defensor del pueblo Walter Albán advirtió que la Constitución no contempla, en ningún caso, investigaciones sumarias. Asimismo, afirmó que la adopción del término «investigación sumaria» correspondería al lenguaje coloquial de la señora Patricia Chirinos. Adicionalmente, el exprocurador José Ugaz concluyó que, en el parlamento, con varios integrantes cuestionados que aún no fueron sancionados, la remoción solo traería la búsqueda de impunidad de los mismos.
El diario La República realizó un análisis a los cinco puntos importantes que justificó Chirinos pero dedujo que «no ha podido demostrar cuál es la injerencia de estos funcionarios y tampoco las presiones al Poder Judicial».

### Reacciones de organizaciones y asociaciones civiles
El sistema de Naciones Unidas en Perú hizo pública su preocupación acerca de las consecuencias del juicio político, en especial, en el cumplimiento del Estado de derecho. El analista de política internacional, Farid Kahhat, señaló que las Naciones Unidas estaba monitorizando la situación política desde enero de 2023 y concluyó que «hay leyes y acusaciones constitucionales que tienen como propósito interferir en organismos, como la Junta Nacional de Justicia, que son autónomos por mandato constitucional».
La Asociación Civil Transparencia, la Unión Internacional de Magistrados, el periodista César Hildebrandt, la Facultad de Derecho de la Pontificia Universidad Católica del Perú, el recién fundado partido Libertad Popular, entre otros, también mostraron su preocupación. También compartieron las embajadas de Australia, Canadá, Estados Unidos, Finlandia, Italia, México, Francia y Reino Unido en el país a través de un comunicado en conjunto. Además, organizaciones internacionales (como Human Rights Watch, WOLA, entre otras) solicitaron activar la Carta Democrática Interamericana por considerar un «golpe parlamentario a la institucionalidad democrática». Días después, el 25 de septiembre, la Comisión Interamericana de Derechos Humanos envió un comunicado que advirtió «un debilitamiento de la independencia judicial en el Perú» si no se tomase medidas adecuadas en el juicio político. En respuesta al comunicado, el gobierno de Dina Boluarte presentó un documento de 18 páginas sobre el caso.
Mientras tanto, se formó la Plataforma por la Democracia, impulsada por la Coordinadora Nacional de Derechos Humanos (CNDDHH) e integrada por la CGTP, el CNUL,  la Asociación Nacional de Periodistas del Perú (ANP), Nuevo Perú, Patria Roja, el Partido Morado, entre otras. Dicha plataforma convocó movilizaciones contra el congreso en apoyo a la JNJ para el 16 de septiembre.
Posteriormente, tras el repentino descarte del informe final y una nueva redacción, el Jurado Nacional de Elecciones solicitó «el cumplimiento del debido proceso, ya que su observancia asegura el respeto de los derechos y libertades de las personas y la sociedad». Seguido del mensaje, el rector Alfonso López-Chau políticos como Indira Huilca, Elena Conterno, Marisol Pérez Tello, Gloria Montenegro, Gino Costa, entre otros, se manifestaron en contra de la nueva recomendación del Congreso. Además, la relatora de Naciones Unidas sobre la independencia de jueces y abogados, Margaret Satterthwaite, comentó la negativa de remover jueces por ese informe ya que la JNJ «cumple el papel de un consejo judicial, que son órganos importantes para garantizar la independencia judicial y la separación de poderes».

### Reacciones de personas involucradas en el juicio político
Elvia Barrios, expresidenta de la Sala Penal Transitoria de la Corte Suprema, señaló que ni ella ni el vigente presidente Javier Arévalo estuvieron involucrados en influencia política a favor de Zoraida Ávalos, personalidad que la Comisión de Justicia y Derechos Humanos del Congreso de la República tomó como supuesta evidencia para el juicio político. Además, la presidenta de la JNJ, Imelda Tumialán, criticó las acusaciones en su contra y comparó el suceso con la destitución de los magistrados del Tribunal Constitucional del Perú sustentado por Enrique Chirinos en 1997. Gustavo Gorriti, señalado en la siguiente etapa de la investigación del Congreso, prefirió no asistir a las sesiones de investigación ya que le implicaría darle legitimidad a lo que denomina «maniobra de la mafia».
Por otro lado, la fiscal de la Nación Patricia Benavides, quien estuvo investigada por la JNJ en 19 expedientes que fueron archivadas en última instancia al coincidir con el proceso de investigación del organismo, prefirió no estar involucrada en el juicio político por resultar «ingenuo y malicioso».

## Impacto

### Conflicto de intereses ideológicos en el juicio político
En una columna publicada en El Comercio, Carlos Anderson enfatizó la relevancia de la intervención del Congreso en la designación de altas autoridades en instituciones cruciales del sistema judicial y electoral. Respecto a la esfera electoral, la Oficina Nacional de Procesos Electorales (ONPE) y el Registro Nacional de Identificación y Estado Civil (RENIEC) desempeñaron papeles significativos durante la crisis electoral de 2021. Por consiguiente, la convocatoria de nuevos líderes por la JNJ para estas entidades permitiría al Congreso, que cuenta con mayoría conservadora, impedir que los grupos políticos que ha identificado como «rojos y caviares» recuperen el control de dichas instituciones.
Por otro lado, el periodista Aldo Mariátegui acusó a las organizaciones judiciales de frenar el juicio político en 2023 y sustentó el control institucional por parte de la «izquierda caviar». En su columna de Perú 21, manifestó su molestia al colectivo por «no perder su dominio político sobre la Junta Nacional de Justicia... comenzó con su contraofensiva, usando la receta de siempre: los supuestos afectados amenazando con acudir a la CIDH... La República poniendo a algún "notable" caviar chillando en portada...  los aliados fujicaviares (exfujimoristas) y vargallosistas piteando... otros "notables" caviares pontificando desde las redes [sociales]...  funcionarios menores de organismos internacionales fingiendo ser la voz de los mismos... y las ONG moviendo sus redes. Solo faltan hacerse presentes los corresponsales extranjeros, que pronto publicarán notas... acerca del "golpe parlamentario peruano y la ruptura del equilibrio de poderes"».

### Opinión pública
La destitución de los magistrados mediante juicio político y las reformas políticas durante el gobierno de Dina Boluarte han afectado a la opinión pública. La revista European Public & Social Innovation Review señaló que el público percibió estos actos como intentos de consolidar el poder y suprimir la oposición.
Un 19 % de los encuestados por el Instituto de Estudios Peruanos no está en desacuerdo con la realización de la investigación a la JNJ que ya inició, mientras que un 15 % sí lo está. Sin embargo, un 65 % de los participantes no está al tanto de esta indagación. De los participantes, un 64 % está en contra que el Congreso «intervenga» el sistema de justicia frente 28 % que está a favor.

## Segundo proceso e inhabilitación de magistrados
Tras la suspensión del juicio político, algunos partidos políticos anunciaron su intención de realizar una nueva investigación sumaria. Al respecto, la congresista Patricia Chirinos, impulsora de la moción, manifestó ante la prensa que «no permitiremos que la caviarada se apodere de nuestra democracia». Posteriormente, al acusar a dicho grupo de estar involucrado en la orden de detención contra ella sin pruebas, la parlamentaria se encontraba fuera del país. A pesar de su ausencia en el país, Chirinos fue citada para comparecer ante la Fiscalía en febrero de 2024.
En diciembre de 2023, el Congreso debatió un nuevo proceso disciplinario a la JNJ sin éxito que solo tuvo 56 votos a favor. Posteriormente, Renovación Popular presentó un nuevo proyecto para la destitución de sus integrantes en el mismo mes de diciembre. Este proceso de destitución fue admitida a debate por el pleno a mediados de ese mes con fuerte rechazo de la bancada Cambio Democrático-JPP. Una de las congresistas de la bancada promotora, Gladys Echaíz, intentó minimizar las consecuencias de la destitución al negar que fuera una «afectación a la democracia».
Se propuso que las medidas fueran dictadas el 15 de diciembre de 2023, pero fue postergado por petición de los integrantes de la Junta Nacional de Justicia. En respuesta a la suspensión, la bancada de Renovación Popular solicitó tomar acciones contra Alejandro Soto, presidente del Congreso.
La presidenta de la República, Dina Boluarte, intervino en el proceso de destitución. En su intervención, defendió la labor de los magistrados y reafirmó la importancia de cumplir con los cargos públicos hasta sus últimos días. Algunos parlamentarios, como Maricarmen Alva y Patricia Juárez, expresaron sus discrepancias con las declaraciones de la Presidenta.
A pesar de la oposición de Boluarte, en 2024 el parlamentario Esdras Medina volvió a proponer la inhabilitación por 10 años a los integrantes de la JNJ que fue aprobada por la Comisión Permanente del Congreso. El informe recibió el respaldo de las bancadas de Fuerza Popular, Perú Libre, Renovación Popular y Avanza País.
Luego de la presentación del documento, la Junta Nacional de Justicia recibió a funcionarios del Fondo Monetario Internacional (FMI) y el Departamento de Estado de los Estados Unidos. Según el comunicado de la JNJ, las visitas abordaron «temas relacionados al sistema de justicia en la actual coyuntura y corrupción». Además, el grupo de trabajo House Democracy Partnership, conformado por congresistas demócratas y republicanos estadounidenses, se reunió con el presidente del Congreso Alejandro Soto. Tras la reunión, se realizó un nuevo comunicado por los senadores Ben Cardin y Tim Kaine contra el juicio político.

### Propuesta de eliminación de la Junta Nacional de Justicia
Mientras se discutía la destitución de los integrantes de la JNJ, la congresista Gladys Echaíz elaboró a fines de 2023 un proyecto de reforma constitucional para reestructurar el ente autónomo y convertirlo en la Escuela Nacional de la Magistratura (ENM). Irónicamente, Echaíez manifestó respaldar en la investigación de la JNJ contra los fiscales Pablo Sánchez, José Domingo Pérez y Rafael Vela a partir de las declaraciones de Jaime Villanueva, asesor de Patricia Benavides, durante el escándalo de corrupción en el Ministerio Público. La propuesta de la creación de la CNM se llevó a cabo por el Ministerio de Justicia en el gobierno de Dina Boluarte pero no fue concretada.
El fiscal de la Nación, Juan Carlos Villena, señaló que no es prudente realizar cambios en la JNJ, ya que los cuestionamientos de los congresistas «no son de la magnitud que fueron los necesarios para cambiar el CNM». Stephen McFarland, integrante de la Misión de Observación Internacional, alertó de que el proyecto de Echaíz es un intento claro de cambiar las reglas del juego, no solo acerca de la selección de la Junta Nacional de Justicia, sino de algo más que le parecía «bastante preocupante».

### Proceso de destitución de los magistrados Inés Tello y Aldo Vásquez
El 7 de marzo de 2024 se realizó finalmente el juicio político a partir del informe final de la Subcomisión de Acusaciones Constitucionales a patir de una denuncia por Jorge Montoya. A diferencia de Chirinos, esta se formuló el 11 de mayo de 2023 y solo se tomó en la denuncia al límite de edad de 75 años. Luego de una consideración de sectores del fujimorismo, la derecha y la extrema izquierda para proceder la votación, los magistrados Inés Tello de Ñecco y Aldo Vásquez Ríos fueron inhabilitados por diez años.
El proceso de inhabilitación suscitó controversia debido a su presunto carácter arbitrario, reflejado en la inconsistencia de sus resoluciones. La designación de Inés Tello, quien había investigado previamente el caso de la red Fujimori-Montesinos, generó controversia debido a los votos emitidos por los miembros de la Comisión Permanente durante la elaboración del informe: José Luna (a favor), José Jerí (a favor) y Edgard Reymundo (en contra). En contraste, la designación de Aldo Vásquez fue respaldada por una reconsideración que permitió a congresistas como Raúl Doroteo y Jorge Luis Flores Ancachi (investigados en el caso «Los Niños») cambiar su voto a favor.
Tras la destitución de los magistrados, el primer ministro Gustavo Adrianzén declaró que ningún individuo está exento de control constitucional. Reconociendo la supervisión de las organizaciones internacionales, afirmó que «estaría mal que el Poder Ejecutivo interfiera en este tipo de decisiones que corresponden a cada poder del Estado». El 8 de marzo, la Junta Nacional de Justicia informó mediante un comunicado la inexistencia de posibles reemplazos para los magistrados cesados.
Tras la finalización del proceso de juicio político, se sometió a votación una propuesta para también inhabilitar del cargo a Antonio de la Haza. A pesar de su aceptación inicial, el 11 de marzo de 2024, el Parlamento no alcanzó el umbral de votos necesarios para su aprobación.
Días después, el Poder Judicial ordenó que se «suspendan los efectos jurídicos de los acuerdos adoptados» a los dos magistrados procesados debido a que el Parlamento vulneró su independencia y autonomía en el ejercicio de sus funciones. Esta medida busca salvaguardar la separación de poderes y no interferir en el proceso de juicio político llevado a cabo por el Congreso. Sin embargo, el Tribunal Constitucional suspendió la ejecución de la resolución del Poder Judicial hasta la resolución de un recurso de apelación presentado por el Congreso de la República. Además, el TC también aclaró que el Congreso no estaba obligado a justificar los motivos para enjuiciar a los magistrados por «causa grave». Dos de los magistrados, Helder Domínguez Haro y Manuel Monteagudo Valdez, se manifestaron en contra de la suspensión por supuestas posturas hacia al Poder Legislativo.
En octubre de 2024, el Tribunal Constitucional rechazó la demanda competencial que presentó el Congreso contra el Poder Judicial, lo que evitó que se legitimara la destitución de Inés Tello y Aldo Vásquez de la JNJ. Tello y Vásquez permanecieron en el cargo hasta el cambio de integrantes en enero de 2025.  La Corte Suprema ratificó la nulidad en marzo de 2025, pero esta solo se comunicó de forma simbólica al declararse fuera del mandato.